# Güssing (district)
Het politieke district Bezirk Güssing in de Oostenrijkse deelstaat Burgenland bestaat uit de volgende gemeenten en plaatsen:
- Bocksdorf
- Burgauberg-Neudauberg
  - Burgauberg
  - Neudauberg
- Eberau
  - Gaas
  - Kroatisch Ehrensdorf
  - Kulm im Burgenland
  - Winten
- Gerersdorf-Sulz
  - Gerersdorf bei Güssing
  - Rehgraben
  - Sulz im Burgenland
- Güssing
  - Glasing
  - Krottendorf (gemeente Güssing)
  - Sankt Nikolaus
  - Steingraben
  - Urbersdorf
- Güttenbach
- Heiligenbrunn
  - Deutsch Bieling
  - Hagensdorf im Burgenland
  - Luising
  - Reinersdorf
- Kukmirn
  - Eisenhüttl
  - Limbach
  - Neusiedl bei Güssing
- Neuberg im Burgenland
- Neustift bei Güssing
- Olbendorf
- Ollersdorf im Burgenland
- Sankt Michael im Burgenland
  - Gamischdorf
  - Schallendorf im Burgenland
- Stegersbach
- Stinatz
- Strem
  - Deutsch Ehrensdorf
  - Steinfurt
  - Sumetendorf
- Tobaj
  - Deutsch Tschantschendorf
  - Hasendorf im Burgenland
  - Kroatisch Tschantschendorf
  - Punitz
  - Tudersdorf
- Hackerberg
- Wörterberg
- Großmürbisch
- Inzenhof
- Kleinmürbisch
- Tschanigraben
- Heugraben
- Rohr im Burgenland
- Bildein
  - Oberbildein
  - Unterbildein
- Rauchwart
  - Rauchwart im Burgenland
- Moschendorf